# Christopher Williams (sprinter)
Christopher Williams (ur. 15 marca 1972 w Mandeville) – jamajski lekkoatleta specjalizujący się w biegach sprinterskich. Uczestniczył w Letnich Igrzyskach Olimpijskich w 2000, 2004 oraz 2008 roku.

## Sukcesy
- Winnipeg 1999, igrzyska panamerykańskie – brązowy medal w sztafecie 4 × 100 metrów[1]
- Sydney 2000, igrzyska olimpijskie – srebrny medal w sztafecie 4 × 400 metrów
- Edmonton 2001, mistrzostwa świata – srebrny medal w biegu na 200 metrów oraz srebrny medal w sztafecie 4 × 400 metrów
- Manchester 2002, igrzyska Wspólnoty Narodów – srebrny medal w sztafecie 4 × 100 metrów[1]
- Santo Domingo 2003, igrzyska panamerykańskie – srebrny medal w biegu na 200 metrów
- Melbourne 2006, igrzyska Wspólnoty Narodów – złoty medal w sztafecie 4 × 100 metrów oraz brązowy medal w biegu na 200 metrów[1]
- czterokrotny mistrz Jamajki, w biegu na 100 metrów (2001) oraz w biegu na 200 metrów (1999, 2000, 2001)[2]

## Rekordy życiowe
| Dystans            | Wynik | Miejsce  | Data             |
| ------------------ | ----- | -------- | ---------------- |
| Bieg na 100 metrów | 10.05 | Kingston | 21 lipca 2000    |
| Bieg na 200 metrów | 20.02 | Walnut   | 16 kwietnia 2000 |

## Najlepsze wyniki w sezonie
Bieg na 100 metrów
| Rok  | Wynik | Miejsce             | Data             |
| ---- | ----- | ------------------- | ---------------- |
| 1999 | 10.30 | Kingston            | 17 czerwca 1999  |
| 2000 | 10.05 | Kingston            | 21 lipca 2000    |
| 2001 | 10.07 | Kingston            | 22 czerwca 2001  |
| 2001 | 10.07 | Kingston            | 22 czerwca 2001  |
| 2002 | 10.13 | Walnut              | 21 kwietnia 2002 |
| 2003 | 10.32 | Bridgetown          | 9 czerwca 2003   |
| 2004 | 10.32 | Neapol              | 8 czerwca 2004   |
| 2005 | 10.13 | Jokohama            | 19 września 2005 |
| 2006 | 10.06 | Port-of-Spain       | 6 sierpnia 2006  |
| 2007 | 10.18 | Dakar               | 28 kwietnia 2007 |
| 2008 | 10.30 | Port-of-Spain       | 17 maja 2008     |
| 2009 | 10.25 | Hiszpania Salamanka | 8 lipca 2009     |

Bieg na 200 metrów
| Rok  | Wynik | Miejsce       | Data             |
| ---- | ----- | ------------- | ---------------- |
| 1999 | 20.48 | Sewilla       | 25 sierpnia 1999 |
| 2000 | 20.02 | Walnut        | 16 kwietnia 2000 |
| 2001 | 20.11 | Edmonton      | 8 sierpnia 2001  |
| 2002 | 20.84 | Kingston      | 22 czerwca 2002  |
| 2003 | 20.54 | Santo Domingo | 8 sierpnia 2003  |
| 2004 | 20.34 | Ateny         | 24 sierpnia 2004 |
| 2005 | 20.19 | Monako        | 9 września 2005  |
| 2006 | 20.19 | Port-of-Spain | 6 sierpnia 2006  |
| 2007 | 20.17 | Nowy Jork     | 2 czerwca 2007   |
| 2008 | 20.20 | Kingston      | 29 czerwca 2008  |
| 2009 | 20.62 | Walnut        | 18 kwietnia 2009 |